# Janez Anton Dolničar
Janez Anton Dolničar (tudi Thalnitscher), organizator cerkvenega življenja v ljubljanski škofiji, * 9. januar 1662, Ljubljana, † 19. april 1714, Ljubljana.

## Življenjepis
Dolničar je po doktoratu iz filozofije in teologije v Rimu leta 1685 vodil ljubljansko škofijo pod škofi Ž.K. Herbersteinom, F.F. Kuenburgom in F.K. Kaunitzem. Bil je član Akademije operozov, z J.K. Prešernom soustanovitelj in mecen prve javne knjižnice (Semeniške knjižnice). Vodil je gradnjo stolnice Sv. Nikolaja in semenišča v Ljubljani, skrbel za verski pouk otrok, pritegnil uršulinke k šolanju deklet ter uvajal slovenščino v cerkveno uradovanje in obrede.